# التدخل الأجنبي في حرب لبنان 2006
التدخل الأجنبي في حرب لبنان 2006 يشير إلى تقديم المساعدات العسكرية للمقاتلين خلال حرب لبنان 2006 التي كانت جانبا مهما من الأعمال العدائية والمنازعات الدبلوماسية المحيطة بها بما في ذلك الظهور بشكل بارز في قرارات مجلس الأمن الدولي حول الموضوع.

## دعم حزب الله
إن مساعدة إيران لحزب الله استعدادا للحرب لا تقدر بثمن. بحسب الصحافي الإسرائيلي زئيف شيف فإن إيران زودت معظم أسلحة حزب الله «بما في ذلك أسلحة حديثة مضادة للدبابات وآلاف الصواريخ». قضى مستشارون إيرانيون سنوات في مساعدة حزب الله على تدريب وبناء مواقع محصنة في جميع أنحاء جنوب لبنان. قالت الحكومات الأمريكية والبريطانية والإسرائيلية أن إيران تقدم مساعدات عسكرية لحزب الله خاصة لهذا الصراع.
ثم تراجع الأمين العام الإيراني لمؤتمر الانتفاضة علي أكبر موهتشاميبور عن الإنكار فأبلغ صراحة صحيفة شارغ بأن حزب الله في حوزته زلزال-2 بعيد المدى. ادعى أيضا أن إيران نقلت الصواريخ حتى يمكن استخدامها للدفاع عن لبنان.
إيران توفر ما بين 50-100 مليون دولار أمريكي سنويا وحزب الله تلقى الأسلحة التي توفرها إيران بما في ذلك 11500 صاروخ موجود بالفعل. تلقى ثلاثة آلاف من مقاتلي حزب الله تدريبا في إيران وشمل حرب العصابات وإطلاق الصواريخ والمدفعية الصاروخية وتشغيل الطائرات بدون طيار والحرب البحرية وعمليات الحرب التقليدية وتم تدريب 50 طيارا في إيران خلال العامين الماضيين.
خلال النزاع ذكرت طبعة 7 أغسطس 2006 من مجلة جينز ديفنز ويكلي أن إيران أجابت على دعوة حزب الله في 4 أغسطس إلى «تزويد دائم بالأسلحة لدعم عملياتها ضد إسرائيل». وفقا لمصادر دبلوماسية غربية فإن إيران ستزود أنظمة صواريخ أرض جو روسية وصينية وإيرانية متقدمة بالإضافة إلى المخزون الحالي لحزب الله من منظومات الدفاع الجوي المحمولة ستريلا-2 التي تحملها إيران. في 19 نوفمبر 2006 تشعر المخابرات الأمريكية واللبنانية بالقلق لأن حزب الله يعيد تسليح نفسه بصواريخ بعيدة المدى عبر إيران وسوريا في تحد لاتفاق وقف إطلاق النار ونزع السلاح.

## دعم لبنان
أعلنت وزارة الخارجية الأمريكية عن حزمة مساعدات مالية بقيمة 10 ملايين دولار للجيش اللبناني في 29 يوليو 2006. كان مستوى المساعدة السابق 1.5 مليون دولار. أشار المتحدث إلى أن الهدف من المساعدات هو «إنهاء عمل قرار الأمم المتحدة رقم 1559» وأن المساعدة الإضافية ستذهب إلى «بعض القضايا الأساسية جدا مثل توفير قطع الغيار والصيانة وغيرها من الأمور للشاحنات وناقلات الأفراد والمركبات الأخرى».
في 21 أغسطس 2006 أعلن الرئيس جورج دبليو بوش أن مساعدات إعادة الإعمار الأمريكية للبنان ستعزز 230 مليون دولار.

## قرار مجلس الأمن 1559
في 2 سبتمبر 2004 اعتمد مجلس الأمن التابع للأمم المتحدة القرار 1559 الذي يدعو إلى حل جميع الميليشيات اللبنانية من بين أمور أخرى ويعتبر حزب الله المسلح في جنوب لبنان من قبل الكثيرين مخالفة للقرار على الرغم من أن الحكومة اللبنانية يختلف عن تفسيره.
اتهم رئيس المخابرات التابعة لجيش الدفاع الإسرائيلي اللواء عاموس يدلين إيران بإخفاء التحويلات غير المشروعة إلى حزب الله بأنها «مساعدات إنسانية».
ادعى رئيس الوزراء البريطاني توني بلير في خطاب له في 1 أغسطس 2006 أن حزب الله كان مسلحا من قبل إيران ووجه الرئيس الأمريكي بوش مرارا وتكرارا اللوم إلى إيران وسوريا لدعم حزب الله.

## دعم إسرائيل
مع بدء الحملة في لبنان في 14 يوليو تم إخطار مجلس النواب الأمريكي ببيع محتمل لوقود الطائرات بقيمة 210 ملايين دولار إلى إسرائيل. لاحظت وكالة التعاون الأمني الدفاعي أن بيع وقود جب-8 في حال استكماله سوف «يمكن إسرائيل من الحفاظ على القدرة التشغيلية لجرد طائراتها... سيتم استهلاك وقود الطائرات أثناء استخدام الطائرة للإبقاء عليها السلام والأمن في المنطقة».
وفقا لرويترز وصحيفة نيويورك تايمز أذنت إدارة بوش تجهيز المعجل وشحن القنابل الموجهة بدقة التي تم تخصيصها بالفعل للبيع في عام 2005 لإسرائيل لدعم الحملة الإسرائيلية لكنها لم تعلن عن تسرع متزايد علنا.
أفادت الأنباء في 24 يوليو أن الولايات المتحدة تقوم حاليا بتزويد إسرائيل بقنابل مخبأ تستخدم في استهداف الأمين العام لحزب الله اللبناني وتدمير خنادقه.
أفادت التقارير في 3 أغسطس من سالون دوت كوم أن وكالة الأمن القومي الأمريكية كانت تقدم معلومات استخبارية إلى الجيش الإسرائيلي تسمح لهم بتفاصيل عما إذا كانت إيران وسوريا تقدمان مساعدات عسكرية جديدة لحزب الله.